# Ибн Габироль, Шломо
Шломо бен Иехуда ибн Гвироль (Шломо ибн Габироль, ибн Гебироль, араб. أبوأيوب سليمان بن يحيى بن جبيرول‎ Абу Айюб Сулейман ибн Яхья ибн Джабируль, лат. Avicebron, Avencebrol, Avicebrol — Авицеброн); около 1021—1058) — еврейский поэт и философ сефардско-испанской эпохи.

## Биография
Родился в Малаге, в детстве переехал с семьёй в Сарагосу. Рано осиротел. Умер в Валенсии. Биографические данные о нём очень скудны. Известно только, что он временами терпел нужду, что много странствовал по Испании; его литературной карьере содействовали меценаты, с которыми он плохо ладил. Некоторых из них он сперва воспел в своих панегириках, затем осмеял в памфлетах.
Ибн Габироль жил и творил в эпоху, когда в Испании владычествовали узурпаторы Альморавиды. Экономическое развитие страны заметно способствовало повышению общего культурного уровня. Местное и иммигрировавшее еврейство принимало активное участие в культурной жизни страны. Однако политическое положение евреев чем дальше, тем всё более ухудшалось.
На характер творчества Ибн Габироля наложила также свой отпечаток тяжёлая необходимость постоянно прибегать к помощи меценатов; эта зависимость превратилась у него в манию преследования, как у Т. Тассо, под влиянием таких же обстоятельств.
Светская поэзия Ибн Габироля элегична, нежна и возвышенна; иногда она принимает сатирический или анакреонтический характер, стиль её — чёткий, задушевно-образный. В сравнении с Галеви и Моше Ибн-Эзрой Ибн Габироль, пожалуй, самый глубокий и оригинальный поэт средневековой еврейской поэзии. Он первый ввёл в еврейскую поэзию арабский метр, основоположником которого является Дунаш-бен-Лобрат. Творчество Ибн Габироля сильно влияло на сефардскую лирику.
В религиозных стихах ибн Габироля отразились в значительной степени его философские взгляды, особенно в его поэме «Кетер малхут» («Царская корона»), представляющей собой резюме его философской системы. Рафинированная философская культура того времени, по образцу исламских философских школ в Сирии и Персии, всё более и более приближалась к пантеистическому неоплатонизму, отрекавшемуся от грубых форм религиозной догмы.
Ибн Габироль — первый проповедник этого неоплатонизма в Европе. Его система утверждает единство материи в различных её формах. Даже «дух», по воззрению Шломо ибн Габироля, развивается из материи, последняя, говорит он, создана Богом при помощи посредствующей «воли». Этот неоплатонизм оказал большое влияние на философию христианской схоластики, на позднейшую каббалистическую систему эманаций в XIII веке.
Учение его сравнительно мало повлияло на средневековую еврейскую религиозную философию. Главное философское произведение ибн Габироля «Мекор хаим» («Источник жизни») написано по-арабски и переведено в 1150 на древнееврейский, а затем латинский язык («Fons vitae»).
С течением времени имя автора этой книги — «Ибн-Габироль» — было по неизвестной причине заменено именем «Avicebron». Лишь в 1860-х гг. французский учёный Мунк (нем. Salomon Munk; 1802—1867) установил идентичность ибн Габироля и «Avicebron’a» (Авицеброн). Ибн Габироль кроме того написал ряд моралистических произведений («Tikun Midat Hanefesch», «Mibchor Hapninim»), оказавших большое влияние на моралистическую еврейскую литературу; известны также его философские комментарии к Библии, напоминающие комментарии Филона Александрийского.

## «Источник жизни»
«Источник жизни» (лат. Fons vitae; ивр. מקור חיים‎ [Мекор хаим]) — главный философский труд Ибн Габироля, написан в форме диалога между Наставником и Учеником. Название книги, заимствованное из псалма 36:10 «Потому что у Тебя источник жизни [мекор хаим], в свете Твоем видим мы свет», обусловлено тем, что в ней материя и форма рассматриваются как основа бытия и источник жизни в каждом сотворенном предмете. Эта книга была переведена с арабского языка (название в оригинале, возможно, было «Йанбу аль-Хайят») на латинский в 1150 году при содействии толедского архиепископа Раймонда.
«Источник жизни» состоит из пяти книг, в которых рассматриваются: (1) материя и форма в целом и их отношение к телесным, или составным, субстанциям («substantiae corporae sive composite»); (2) субстанция, лежащая в основе телесности мира («substantia quae sustinet corporeitatem mundi»); (3) доказательства существования простых субстанций («substantiae simplices»), посредников между Богом и физическим миром; (4) доказательства того, что эти простые, или «интеллигибельные», субстанции также образуются из материи и формы; (5) универсальная материя и универсальная форма.
Основные идеи «Источника жизни» заключаются в том, что все сущее образуется из материи и формы; одна и та же материя простирается по всей вселенной от высших пределов духовного до низших границ физического, и чем дальше она удаляется от первоисточника, тем менее духовной становится. Первая Сущность (Бог) творит универсальную материю и универсальную форму актом эманации своей Воли. Взаимное наложение универсальных формы и материи порождает простые субстанции, в том числе интеллект, душу, природу. Цепь эманации простирается вниз, в физический мир, пронизывая все его части. Ибн Габироль считает, что всё сущее можно свести к трём категориям: Первая Сущность, Бог; материя и форма, мир; воля как промежуточное звено. Материю и форму он выводит из Первой Сущности (Бога). Материя имеет чрезвычайно высокий статус в системе Габироля. «Материя существует в знании Бога подобно существованию Земли в середине небес» (Fons vitae, V: 30).

## «Царская корона»

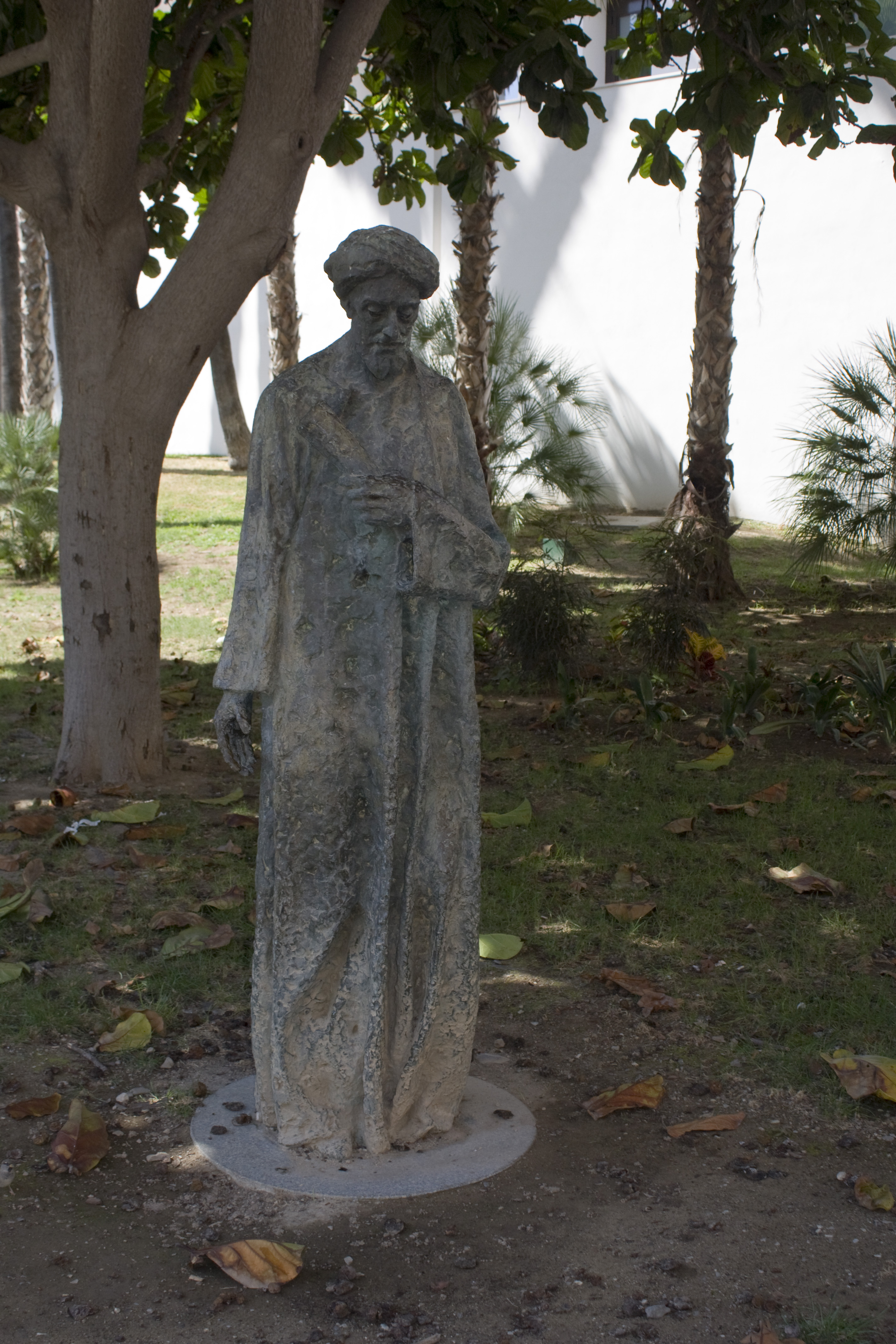
Памятник Шломо бен Гебиролю в Малаге, Испания

«Кетер Малхут» («Царская корона») — наиболее известная этико-философская поэма ибн Габироля, вошедшая в Литургию Судного дня (Йом-Киппура), одного из самых важных иудейских праздников, дня, когда человек призывается к покаянию, размышлениям о смысле жизни и оценке своих поступков.
Произведение состоит из 40 стихов, в которых описываются взаимоотношения между Богом и людьми. Тема поэмы — судьба человеческой души. В ней соединились два жанра еврейской сакральной поэзии — гимн, восхваление и просьба, покаяние. Основной акцент делается на слабости человека и его склонности к прегрешениям, поэтому Бог предоставляет человеку свободу воли и возможность покаяния. Ибн Габироль в поэме совмещает хвалы Богу, индивидуальное покаяние и оригинальное истолкование изречений из Библии. В смысловом многообразии текста присутствуют элементы неоплатонической философии, лежащие в основе космологических и теологических воззрений ибн Габироля. В «Царской Короне» прослеживается весь замысел Fons Vitae. «Источник жизни» как бы незримо присутствует на заднем плане, местами явно указывая на свою совместимость с традиционной еврейской теологией и системой образов, которая не упоминается в философском трактате. Более того, создается впечатление, что осуществляется метафизическое обоснование иудаизма, наделяются глубоко философскими смыслами фразы из Танаха и Амиды.

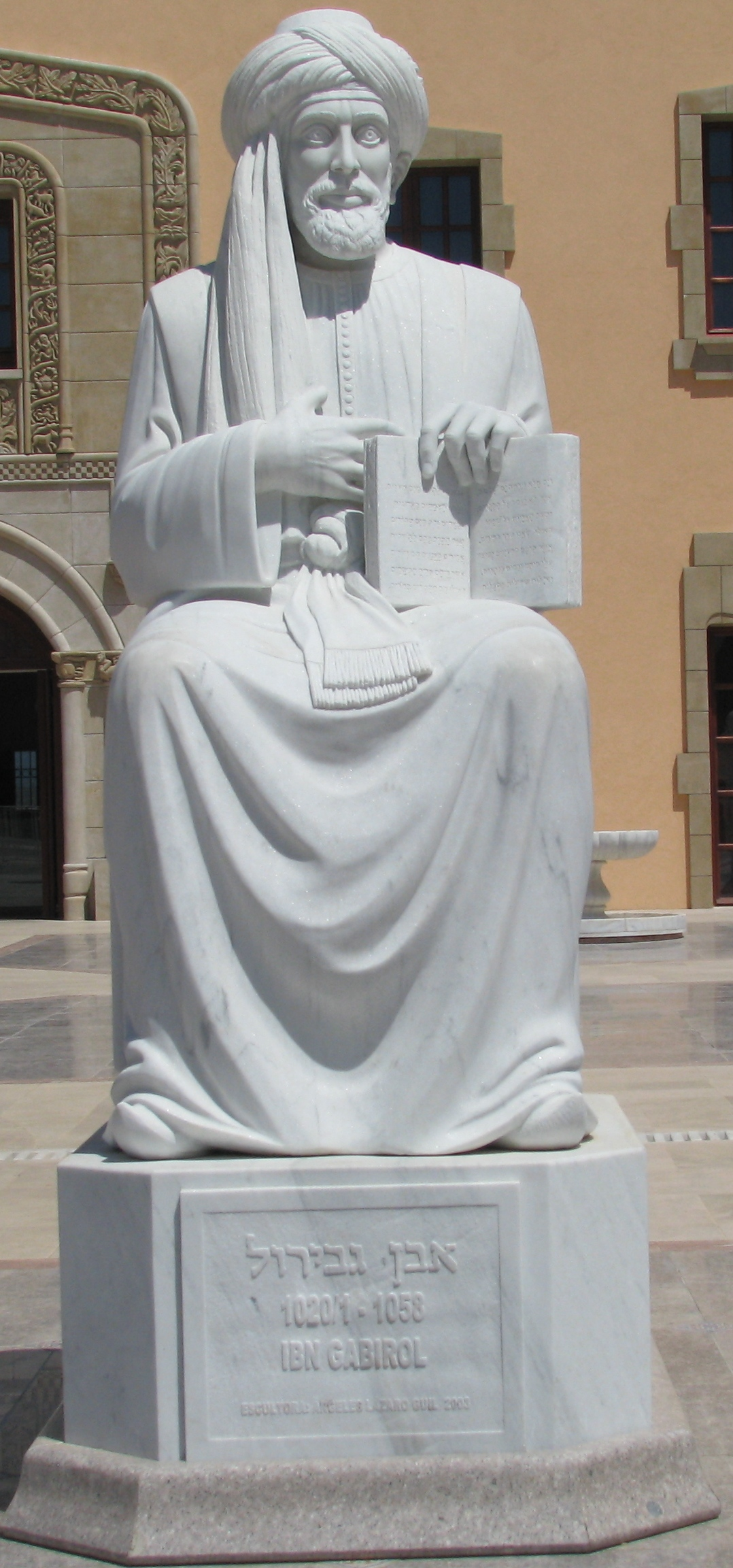
Памятник Шломо бен Гебиролю в Кесарии, Израиль

Поэма представлена как восхождение от четырёх элементов (стихий), из которых состоит земной шар, от сферы к сфере, от сферы Луны и через сферы планет до восьмой сферы, где располагаются неподвижные звезды двенадцати созвездий Зодиака. В ней отражены сакральные талмудические и каббалистические представления о звёздах, их влиянии на судьбы мира и человека. Это вполне совместимо с еврейской религиозной традицией, поскольку астральное влияние осуществляется с Божьего соизволения; звезды являются орудием Его Провидения, а также материальным репрезентантом духовной силы сфирот. Само название «Кетер малхут» — термин, означающий процесс перехода от Высшей, Божественной воли к её воплощению в реальности нашего мира.
В своих поэтических творениях ибн Габироль демонстрирует знакомство с Маасе Меркава, или «мистикой колесницы», которую он органично ввёл в свои философские спекуляции. В «Кетер малхут» просматриваются элементы, почерпнутые из еврейского эзотеризма, включая литературу Меркавы, «Сефер Йецира», «Пирке» раввина Элиэзера. Ходили слухи, что ибн Габироль был тайным ранним каббалистом (изготовившим женщину-голем и практиковавшим различные формы магии).

Возрождение морали (другое прочтение: Улучшение моральных качеств)
Первоначально написанное на арабском языке под названием «Ислах аль-Ахляк» (арабский: إصلاح الأخلاق), а затем переведенное Иудой Ибн Тиббоном (иврит: «תקון מדות הנפש», произносится как Тикун миддот ха-нэфэш) — этический трактат, который называли руководством по нравственности. Этический трактат был составлен Ибн Габиролем в Сарагосе в 1045 году по просьбе некоторых друзей, пожелавших иметь книгу, в которой рассказывается о качествах человека и методах их улучшения.

Избранный жемчуг - Мухтар аль-Джавахир
Мухтар аль-Джавахир (араб. مختار الجواهر), Мивхар ха-пениним   מבחר הפנינים (иврит:. букв. «Выбор жемчуга»), этический труд, состоящий из 64 глав. Первоначально он был опубликован вместе с кратким комментарием в Сончино, Италия, в 1484 году, и с тех пор был переработан и переиздан во многих формах и сокращенных изданиях (например, Джозеф Кимчи сделал стихами произведение под названием «Шекель ха-Кодеш»).
Работа представляет собой собрание изречений, пословиц и моральных размышлений, многие из которых имеют арабское происхождение, и имеет большое сходство с Флорилегиумом Хунайна ибн Исхака и другими сборниками этических изречений на арабском и иврите, которые высоко ценились арабами и евреями.